# 熊去氧胆酸
熊去氧胆酸（英語：Ursodeoxycholic acid，也被称为3α,7β-二羟基-5β-胆烷-24-羧酸，3α,7β-dihydroxy-5β-cholan-24-oic acid，缩写 UDCA），是一种来自熊膽的胆汁酸，为次级胆汁酸，在大部分动物体内由初级胆汁酸经由细菌代谢生成。熊科动物可以直接合成这种胆汁酸。
提纯的熊去氧胆酸在医学上用来溶解胆结石、胆泥，作用机理是增加胆汁内胆固醇的溶解度。对于原发性胆汁性胆管炎、原发性硬化性胆管炎、妊娠期肝内胆汁淤积症以及其他胆汁淤积会造成化验数据上的疗效，但对移植率、生存率并没有正面效果。
它可以降低细胞表面血管紧张素转化酶2受体的表达量。

## 歷史
熊胆是熊去氧胆酸的天然来源。1955年，日本科学家成功化学合成了熊去氧胆酸。1987年12月，艾尔建申請的熊去氧胆酸獲准在美國上市。

## 合成
工业上是通过半合成制造。牛肉工业的副产物之一是牛胆汁，其中富含胆酸。胆酸经过化学修饰即可变成熊去氧胆酸，合成产率约30%。